# Toute la ville en parle
Toute la ville en parle è stata una trasmissione televisiva francese andata in onda dal 1992 al 1993 su TF1 ed e basato sulla versione originale tedesca Wetten, dass..?.

## Edizioni
| Edizione | Conduzione        | Rete televisiva | Prima puntata   | Ultima puntata   | Puntate |
| -------- | ----------------- | --------------- | --------------- | ---------------- | ------- |
| 1        | Guillaume Durand  | TF1             | 10 ottobre 1992 | 19 dicembre 1992 |         |
| 2        | Alexandre Debanne | TF1             | 23 gennaio 1993 | 20 febbraio 1993 |         |